# Ньюфаундлендский фунт
Фунт был денежной единицей Ньюфаундленда до 1865 года. Он делился на 20 шиллингов, а те на 12 пенсов. Ньюфаундлендский фунт был приравнен к британскому фунту. В обращении находились британские монеты; наряду с ними, в связи с нехваткой разменных денег, чеканились местные токен и выпускались боны. В 1865 году был введен доллар по курсу 1 доллар = 4 шиллинга 2 пенса, при этом 1 доллар был в точности равен 50d (то есть 50 старых пенсов), что облегчало обмен.

## Токены

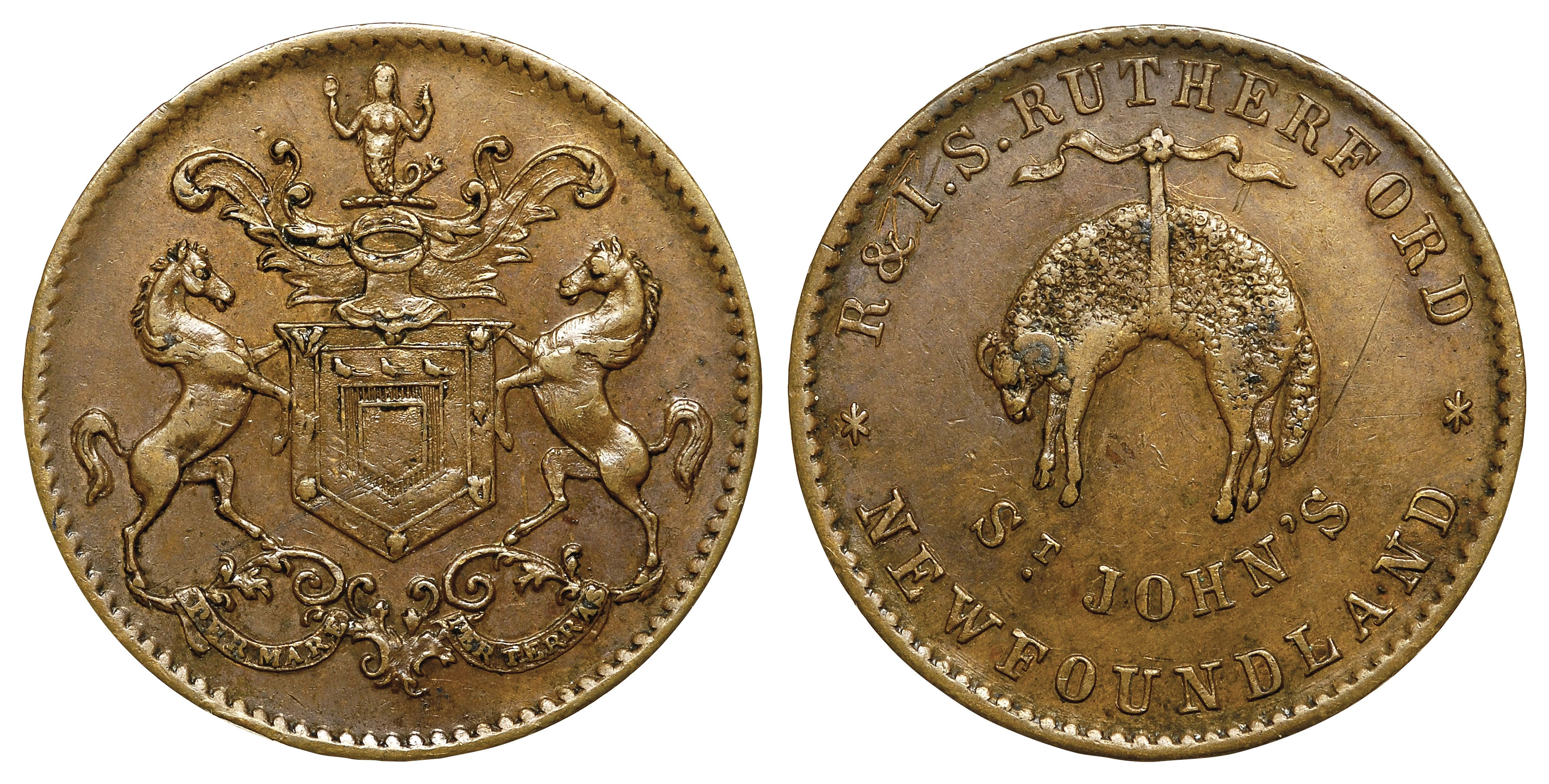
Токен Резерфорда (Сент-Джонс), 1/2 пенни, 1841 г.

Токены выпускались в частном порядке номиналом в 1 фартинг в 1829 году, и ½ пенни в 1841, 1846 и 1860.

## Банкноты
В 1854 году, Юнион-Банк Ньюфаундленда выпустил 1 фунтовые банкноты. Банкноты с тем же номиналом выпустил Коммерческий Банк Ньюфаундленда в 1857 г. Оба банка продолжали выпускать банкноты с номиналом в фунтах после введения доллара, хотя в 1880-х годах они выпустили долларовые купюры.